# Новаковский, Тадеуш
Тадеуш Новаковский (пол. Tadeusz Nowakowski; 15 мая 1879, Медвин, Киевская губерния — 3 августа 1957, Варшава) — польский архитектор, художник, капитан инженерных войск польской армии.

## Биография
Родился в Медвине, Киевская губерния (ныне Богуславский район Киевской области Украины). Среднее образование получил в Кракове и Львове, а высшее — на архитектурном факультете Львовской политехники (1900—1907) и в Академии изящных искусств в Кракове.
После окончания университета работал на строительстве Варшавской политехники, Главного железнодорожного вокзала во Львове и ряда других зданий. С 1910 года занимался реставрационными работами в Вавельском замке.
После начала Первой мировой войны, с 1914 года, служил в звании второго лейтенанта в 1-й бригаде польских легионов, занимая должность командира пионерского взвода технической роты. Участвовал в советско-польской войне, в том числе под Радзымином, и был командиром добровольческой фортификационной группы (преобразованной в 22-й добровольческий сапёрный батальон). В 1922 году был произведён в чин капитана со старшинством на 1 июня 1919 года в корпусе офицеров запаса инженерно-сапёрных войск. В 1923 году был офицером запаса 8-го сапёрного батальона в Торуни. В 1934 году, будучи офицером запаса, он остался на учёте в окружном штабе пополнения Варшавы III. Был назначен в окружную офицерскую кадру № I, в распоряжение командира округа корпуса № 1.
После демобилизации занялся свободной архитектурной практикой. После 1920 года продолжал работать в Вавеле и получил заказ от Корпуса охраны пограничья на проектирование пограничных пунктов. Также проектировал общественные здания, включая школы (здание Словацкой государственной женской гимназии на Вавельской улице) и виллы. В начале июня 1934 года был назначен директором Управления строительной инспекции Варшавы.
Был членом Ассоциации польских архитекторов, президентом Варшавского кружка архитекторов и соучредителем Товарищества польских урбанистов. Был одним из инициаторов создания журнала «Architektura i budownictwo», в котором публиковал колонки по профессиональным вопросам. В 1944 году участвовал в Варшавском восстании.
Помимо архитектуры Тадеуш Новаковский был ещё и художником, создавая живописные пейзажи и панорамы городов и архитектурных сооружений.
Умер в Варшаве 3 августа 1957 года в возрасте 78 лет. Похоронен на кладбище Старые Повонзки.

## Награды
- Крест Независимости (1932)[8];
- Крест Легионов[пол.][4].